# Blanus
Blanus é um género de réptil da família dos blanídeos (Blanidae).

## Espécies
Estão descritas as seguintes espécies:
- Blanus alexandri SINDACO, KORNILIOS, SACCHI & LYMBERAKIS, 2014
- Blanus aporus WERNER, 1898
- Blanus cinereus VANDELLI, 1797
- Blanus mettetali BONS, 1963
- Blanus strauchi (BEDRIAGA, 1884)
- Blanus tingitanus BUSACK, 1988
- Blanus vandellii CERÍACO & BAUER, 2018